# Осада Буды (1541)
Осада Буды (венг. Buda ostroma (1541)) — одно из сражений австро-турецкой войны (1540—1547).

## Предыстория
Янош Запольяи, король вассального по отношению к Османской империи Восточно-Венгерского королевства, умер 22 июня 1540 года. Новым королём стал его сын Янош II Запольяи, которому в этот момент было всего несколько недель от роду, поэтому регентами королевства с одобрения турецкого султана Сулеймана стали его мать Изабелла Ягеллонка и кардинал Георг Мартинуцци. Габсбурги, однако, решили, что настал удобный момент, чтобы отвоевать Венгрию у турок, и в феврале 1541 года Фердинанд I послал 50-тысячную армию под командованием Вильгельма фон Рогендорфа осадить Буду. Узнав о выступлении австрийцев, в Стамбуле решили послать армию на помощь венграм, но она находилась ещё в Среме.

## Боевые действия
В начале мая Фердинанд попытался добиться поддержки от Ренегсбургского рейхстага, пугая его выступлением турок. Рейхстаг согласился выделить деньги, а также отправить 2 тысячи конных и 10 тысяч пеших солдат, но эта помощь должна была прибыть ещё не скоро.
Вскоре была собрана армия из 12 тысяч австрийской и чешской пехоты, 6.800 германской конницы и 8.000 венгров, которые двинулись на судах по Дунаю; команды судов составляли итальянцы и далматинцы, нанятые в Венеции и Рагузе. С армией были большие запасы продовольствия, а также 40 крупнокалиберных осадных орудий. Войска двигались через Мошонмадьяровар, Дьёр, Комаром и Эстергом на соединение с венгерской армией.
Тем временем в замке Буды подготовились к обороне 2200—2400 венгров и сербов. 3 мая фон Рогендорф прибыл к Буде. Сразу выяснилось, что после 1530 года здесь многое изменилось, земляные работы преобразили местность, а у замка были новые укрепления. 4 мая в замок для переговоров был отправлен польский прелат. Изабелле был предложен свободный выезд в Польшу, если замок Буда будет сдан, а Фердинанда признают королём всей Венгрии. Изабелла была склонна принять предложение, но венгры отказались. Когда выяснилось, что королева продолжает сношения с неприятелем через своих польских священников, её поместили под арест.
С 4 по 6 мая пушки фон Реггендорфа обстреливали Буду с заметным эффектом, после чего австрийцы стали разрабатывать план атаки; однако гарнизон, интенсивно работая ночью, успел заделать повреждения. Тогда австрийцы прекратили обстрел, и начали рыть траншеи, чтобы подготовить огневые позиции поближе к крепостным стенам. Пока шли осадные работы, к западу от замка шли бои за находящийся там королевский парк, которые выявили несогласие среди многонациональной армии: если австрийцы и чехи желали продолжать атаки несмотря на упорство защитников, то немцы не видели в этом смысла. При этом само по себе занятие парка не имело никакого военного значения.
1 июня после артиллерийской подготовки должна была состояться пехотная атака замка, однако австрийская пехота не сдвинулась с места, и атака была отложена до следующего дня. На следующий день стены замка были атакованы в двух местах, однако защитники перешли в контратаку, и австрийцы бежали в панике. Усилия венгров, чехов и итальянцев также не увенчались успехом.
Так как артиллерийский огонь не смог разрушить стен, фон Реггендорф перешёл к минной войне, однако защитники замка смогли справиться и с этой опасностью. Тем временем в замке стало кончаться продовольствие, трудно было доставлять воду, начались болезни, и в конце июня там осталось лишь 1.200 защитников. Горожане начали требовать капитуляции.
Вскоре, однако, было доставлено письмо от Сулеймана, в котором говорилось, что на помощь Буде идёт армия под руководством великого визиря. Получив известия о приближении турецкой армии, австрийцы не смогли принять решения о дальнейших действиях, и запросили инструкций из Вены. Присутствие турецких войск воодушевило защитников замка. Изабелла попыталась открыть ночью ворота осаждающим, но эта попытка была пресечена, и фон Рогендорф решил взять замок измором.
19 июня из Стамбула выступил с армией сам Сулейман. В конце месяца Хосров-паша получил приказ построить в Белграде мост через Саву. 3 июля граф Балинт Тёрёк сумел прорваться в Буду, доставив туда продовольствие.
20 августа турки начали атаковать осаждающую австрийскую армию. Многонациональный состав осаждающих привёл к нескоординированности действий, а 21 августа подошла султанская армия, и дело закончилось полным разгромом осаждавших и снятием осады. Раненый фон Реггендорф скончался через два дня.

## Результаты
Не доверяя более венграм, Сулейман ввёл в Буду янычар, и взял Яноша II в заложники. В Венгрии было введено прямое османское правление, а Яношу II было отдано в управление княжество Трансильвания.